# Triathlon ai XIII Giochi panamericani

La gara di triathlon dei XIII Giochi panamericani si è tenuta a Winnipeg (Canada) in data 24 luglio 1999.
Tra gli uomini ha vinto il venezuelano Gilberto González, mentre tra le donne la canadese Sharon Donnelly.

## Risultati

### Élite uomini
| #  | Corridore           | Tempo     |
| -- | ------------------- | --------- |
| 1  | Gilberto González   | 1.48'17"  |
| 2  | Hunter Kemper       | 1.48'49"  |
| 3  | Simon Whitfield     | 1.49'17"  |
| 4  | Armando Barcellos   | 01:49.48  |
| 5  | Tim DeBoom          | 01:49.50  |
| 6  | Mark Bates          | 01:49.55  |
| 7  | Daniel Fontana      | 01:50.04  |
| 8  | Javier Rosas        | 01:50.12  |
| 9  | Leandro Macedo      | 01:50.25  |
| 10 | Tony DeBoom         | 01:50.31  |
| 11 | Uzziel Valderrabano | 01:50.33  |
| 12 | Oscar Galíndez      | 01:50.49  |
| 13 | Ricardo Cardeno     | 01:51.52  |
| 14 | Matias Brain        | 01:52.19  |
| 15 | Roland Melis        | 01:52.19  |
| 16 | Raul Lemir          | 01:53.01  |
| 17 | José Luis Zepeda    | 01:53.32  |
| 18 | Mario Santana       | 01:53.:40 |
| 19 | José Rodríguez      | 01:53:41  |
| 20 | Luis Pérez          | 01:56.01  |

### Élite donne
| #  | Corridore               | Tempo    |
| -- | ----------------------- | -------- |
| 1  | Sharon Donnelly         | 1.59'14" |
| 2  | Carla Moreno            | 1.59'32" |
| 3  | Carol Montgomery        | 2.00'14" |
| 4  | Jennifer Gutierrez      | 02:00.57 |
| 5  | Jill Newman             | 02:01.24 |
| 6  | Mariana Ohata           | 02:02.26 |
| 7  | Karen Smyers            | 02:02.45 |
| 8  | Sandra Soldan           | 02:02.58 |
| 9  | Maria Morales           | 02:04.16 |
| 10 | Isabelle Turcotte Baird | 02:05.55 |
| 11 | Maria Luisa Martínez    | 02:06.13 |
| 12 | Nidia Kondratavicius    | 02:06.58 |
| 13 | Iona Wynter             | 02:07.29 |
| 14 | Yadira González         | 02:09.12 |
| 15 | Laura Leutich           | 02:10.14 |
| 16 | Agnes Eppers            | 02:11.00 |
| 17 | Maria Omar              | 02:13.18 |
| 18 | Karina Fernandez        | 02:14.11 |
| 19 | Lara Mata               | 02:15.42 |
| 20 | Anmary Lopez            | 02:15.42 |

## Medagliere
| Posizione | Nazione     | Oro | Argento | Bronzo | Totale |
| --------- | ----------- | --- | ------- | ------ | ------ |
| 1         | Canada      | 1   | 0       | 2      | 3      |
| 2         | Venezuela   | 1   | 0       | 0      | 1      |
| 3         | Brasile     | 0   | 1       | 0      | 1      |
| 3         | Stati Uniti | 0   | 1       | 0      | 1      |
| Totale    | Totale      | 2   | 2       | 2      | 6      |